# Formativas del Club Nacional de Football
Las formativas del Club Nacional de Football incluye toda la estructura de formación y desarrollo de futbolistas juveniles para el primer equipo. Conocida también con el eslogan de "La Cantera Inagotable", se considera que Nacional tiene una de las canteras de futbolistas más fructífera de su país (Uruguay) y del continente (Sudamérica).

## Estructura
Nacional, al igual que el resto de los clubes profesionales que componen la Asociación Uruguaya de Fútbol, participa anualmente en todas las categorías juveniles de la referida organización. La estructura se divide en seis categorías reglamentadas por edades de los futbolistas.
- Tercera División (sub 23): la categoría de Tercera División es la más cercana al equipo principal y cumple función también como categoría o equipo de reservas. Se pueden incluir futbolistas de hasta 23 años de edad, pero también puede ser reforzada por futbolistas mayores (se utilizan a veces futbolistas del plantel principal que se recuperan de lesiones y necesitan minutos en cancha para recuperar forma).
- Cuarta División (sub 19): esta categoría se empezó a disputar en 1941.
- Quinta División (sub 17): esta categoría se empezó a disputar en 1954. En general, los partidos de Cuarta y Quinta se juegan a doble jornada el mismo día.
- Sub-16: es la categoría más nueva de todas, fundada en 2008. La única que no lleva un nombre distintivo.
- Sexta División (sub-15): la sexta, se disputa desde el año 1975.
- Séptima División (sub-14): es la más chica (en edad de los futbolistas) de las categorías, la primera de la estructura del fútbol juvenil. Se empezó a disuputar en 1986.

- Futbol infantil: además, Nacional participa del campeonato de AUFI (Asociación Uruguaya de Fútbol Infantil), para las categorías de baby fútbol.

## Competencia internacional
Nacional participa en varias competencias internacionales, de carácter amistoso, y ha obtenido varios títulos en esas competiciones (se destacan las Punta Cup y el Mundialito Tahuichi Aguilera).
A nivel oficial, participó en 2011 de la Primera Edición de la Copa Libertadores Sub-20, mérito obtenido al haberse coronado campeón de Cuarta División en el año 2010. Santiago Romero anotó el primer histórico de la competición, y Nacional ganó su grupo al derrotar a Libertad, Jorge Wilstermann y empatar con Universitario de Lima. Fue eliminado en cuartos por América de México.
En 2018 obtuvo por primera vez para Uruguay la Libertadores Sub-20, disputada en Montevideo, al derrotar en la final a Independiente del Valle de Ecuador.

## Instalaciones
- Complejo Deportivo Los Céspedes: A una distancia de 15 kilómetros del centro de Montevideo, el complejo deportivo fue denominado así en recuerdo y homenaje a la familia Céspedes, símbolos del club en sus primeros años de vida. Fue adquirido en 1968 bajo la presidencia de Miguel Restuccia y actualmente es un complejo deportivo de 22 hectáreas que posee cinco canchas de fútbol donde entrenan los planteles del club, gimnasio con sala de musculación, comedor, cocina, chalet para el cuerpo técnico, dormitorios, baños y salas para jugadores de Primera y Tercera División, Sanidad, depósito, garaje, lavandería, etcétera.[7] Es en Los Céspedes, donde ofician de local las distintas categorías juveniles de Nacional, salvo en alguna ocasión excepcional donde pueden llegar a hacerlo en el Gran Parque Central (el estadio principal del club) o en el Estadio Charrúa (municipal). La Tercera División se procura juegue como partido preliminar del primer equipo, en el Gran Parque Central, aunque a veces no lo hace para preservar el estado del campo de juego.

- Residencia de Formativas Eugenio “Pato” Galvalisi: Ubicada lindera a la sede social, la residencia de formativas alberga a los futbolistas de divisiones juveniles que provienen del interior —afuera de Montevideo— o del exterior. Se denomina Eugenio Galvalisi en homenaje a un futbolista del club de los años 1940. Años anteriores, los jóvenes que provenían del interior del país vivían en las instalaciones del Parque Central antes de que fuera reformado y luego estaban alojados en una casa ubicada en la calle Durazno. Por su gran comodidad y su cercanía con la sede se decidió alquilar la casa lindera. La residencia cuenta con 5 habitaciones, 4 baños, una sala de lectura y computación, una sala de trabajos administrativos y trabajo de una podóloga, un living con sofá y TV 29’ con DVD, un comedor, una amplia cocina y un muy amplio fondo. La permanencia en la residencia de los jóvenes depende de su buen comportamiento, de su desempeño futbolístico y de su rendimiento en los estudios.[8][9]

## Entrenadores y Preparadores Físicos
Coordinador general:  Fernando Curuchet. 
- 3.ª división:  Rafael García. AT Diego Ligüera. PF Juan Pedro Balbi
- 4.ª división:  Santiago Espasandin. PF Matías De Pablo.
- 5.ª división:  Rodrigo Lemos. PF Santiago Mendaña.
- Sub 16:  Tabare Alonso. PF Gabriel Farcilli.
- 6.ª división:  Dardo Pérez. PF Santiago Mendaña.
- 7.ª división:  Diego Sánchez. AT Mauricio Vieira. PF Joaquín Rodríguez.

## Futbolistas

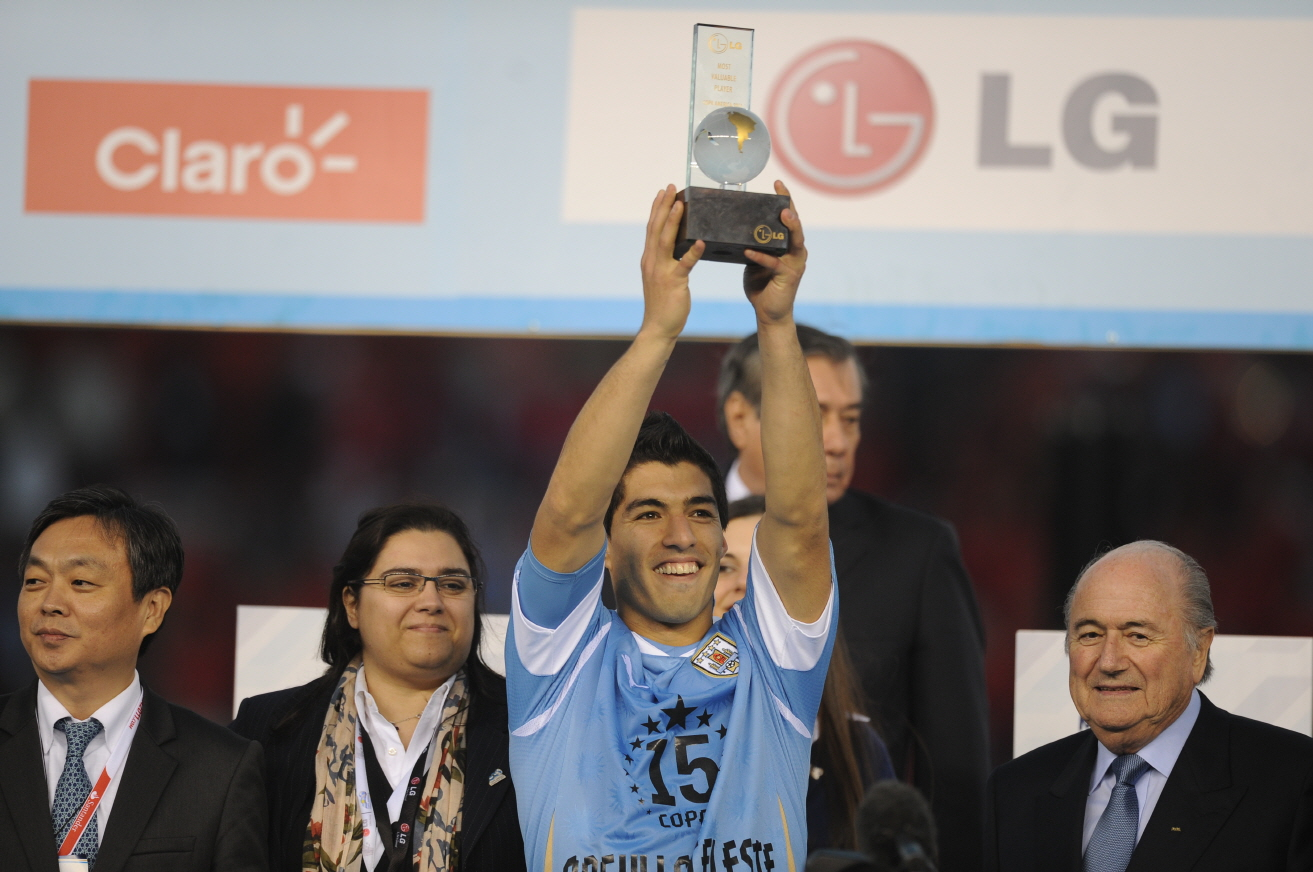
Luis Suárez fue elegido mejor jugador de la Copa América 2011.

Nacional vive un gran momento en la formación de futbolistas en este siglo XXI y desde 2000 a la fecha han surgido jugadores como Diego Lugano, Juan Ángel Albín, Gonzalo Castro, Sebastián Viera, Mauricio Victorino, Carlos Valdez, Luis Suárez, Pablo Álvarez, Bruno Fornaroli, Mathías Cardaccio, Diego Arismendi, Nicolás Lodeiro, Santiago García, Sebastián Coates, Maximiliano Calzada, Facundo Píriz, Alexis Rolín, Nicolás López, Gonzalo Bueno, entre muchos otros; los cuales han sido transferidos a otros clubes económicamente más poderosos y han reforzado a las distintas selecciones uruguayas.
El club también ha formado futbolistas extranjeros, los casos más reconocidos son los de los cameruneses Pierre Webó y Angwba Benoit, los cuales defendieron varias veces la camiseta de su selección. En la actualidad, el canadiense Lucas Cavallini ha empezado a ser convocado en la selección mayor de su país, también destacando el hecho del nigeriano Bruno Ibeh.

## Palmarés destacado

### Campeonatos uruguayos juveniles (107)[12][13][14]
- Campeonato Uruguayo Tercera división (30): 1936, 1941, 1942, 1943, 1949, 1953, 1954, 1956, 1961, 1963, 1964, 1966, 1967, 1968, 1969, 1970, 1971, 1983, 1991, 1992, 1994, 2003, 2005, 2012-13,[15][16] 2013-14, 2014-15, 2017, 2019, 2021 y 2022.
- Campeonato Uruguayo Cuarta división (Sub-19)[17] (30): 1941, 1942, 1945, 1946, 1950, 1954, 1955, 1956, 1957, 1958, 1959, 1960, 1961, 1962, 1964, 1968, 1969, 1971, 1974, 1978, 1982, 1984, 1990, 1991, 1992, 1996, 2001, 2009,[18] 2010,[19] 2017.
- Campeonato Uruguayo Quinta división (Sub-17)[20] (22): 1956, 1957, 1958, 1959, 1960, 1965, 1967, 1970, 1976, 1977, 1978, 1980, 1982, 1986, 2000, 2002, 2003, 2004, 2005, 2007, 2010 y 2021.[19]
- Campeonato Uruguayo Sub-16 (3): 2018, 2022 y 2023.
- Campeonato Uruguayo Sexta división (Sub-15)[21] (9): 1985, 1987, 1996, 1999, 2002, 2012,[22] 2017, 2021 y 2022.
- Campeonato Uruguayo Séptima división (Sub-14)(12): 1987, 1995, 1998, 2001, 2003, 2008, 2012, 2014,[23] 2015,[24] 2021, 2022 y 2024.
- Tabla general:[25] 1995, 1996 (compartida), 2001, 2002, 2008, 2011, 2017, 2019.
- Campeonato Integración AUF-OFI: 2022.

### Otros campeonatos (1)
- Torneo Inicial Sexta división (Sub-15)(1): 2016.[26]

### Torneos internacionales (15)
- Copa Santiago de Futebol Juvenil (2): 1989 y 1994
- Punta Cup (3): 2006, 2008 y 2009.[27][28]
- Clarkson Friendship Cup:[29] 2009.
- Flores Cup: 2011.[30]
- Mundialito Tahuichi Paz y Unidad: 2012.[31]
- Copa de Plata Carlos “Cai” Aimar (pre séptima): 2012.[32]
- Mundialito Valdivia (sub-15): 2015,[33] 2017 y 2018.[34]
- Copa EVO (sub-17): 2024
- Copa Santa Cruz City (sub-17): 2024
- Copa Libertadores Sub-20: 2018.[6]

### Otras actuaciones internacionales destacadas
- Vicecampeón Punta Cup (3): 2005, 2010 y 2011.[35][36]
- Vicecampeón Future Champions Tournament (Gauteng, Sudáfrica): 2012[37]
- Copa de Plata Carlos “Cai” Aimar (pre séptima): 2012[38]
- Vicecampeón Franz Josef Cup (Austria y Eslovaquia) sub20: 2015[39][40]